# بيتر دوس سانتوس باربوسا جونيور
بيتر دوس سانتوس باربوسا جونيور هو لاعب كرة قدم برازيلي في مركز الدفاع، ولد في 17 مايو 1984 في ريو دي جانيرو في البرازيل. لعب مع جمعية بورتوغيزا الرياضية ونادي إيتوانو ونادي بارانا ونادي ساو كايتانو ونادي غوياس ونادي فورتاليزا ونادي فيغورينسي ونادي كروزيرو ونادي ناوتيكو.

## وصلات خارجية
- بيتر دوس سانتوس باربوسا جونيور على موقع قاعدة بيانات كرة القدم.إي يو (الإنجليزية)
- بيتر دوس سانتوس باربوسا جونيور على موقع Soccerway.com (الإنجليزية)